# Mihovce
Mihovce so manjše naselje z okoli sedemdesetimi hišami v Občini Kidričevo. Naselje se nahaja v tradicionalni pokrajini Štajerska in spada v Podravsko statistično regijo. Imajo tipično obliko obcestne vasi z majhno cerkvico na sredini.
Cerkev je posvečena svetemu Antonu Padovanskemu in spada pod župnijo Cirkovce. Izvira iz 17. stoletja, vendar je bila obsežno prenovljena po požaru leta 1857.